# ノルベルト・ハウグ

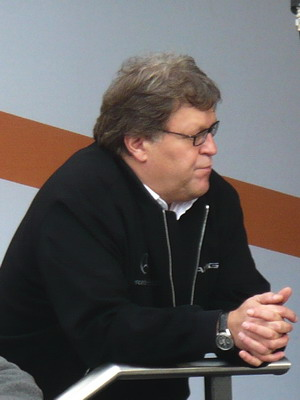
ノルベルト・ハウグ

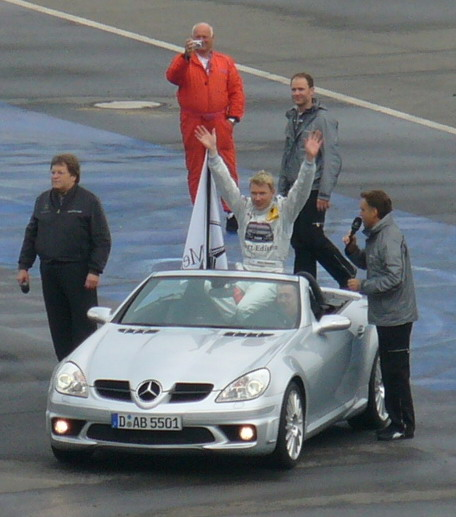
ミカ・ハッキネンとノルベルト・ハウグ, 2005年ホッケンハイムリンクにて

ノルベルト・ハウグ（Norbert Haug 、1952年11月24日 -）はドイツ・グリュンバッハ出身のモータースポーツ関係者。
フォーミュラ1 (F1) 、フォーミュラ3 (F3) 、スポーツカー世界選手権 (SWC) 、CART、ドイツツーリングカー選手権 (DTM) などに参戦するメルセデス・ベンツ・モータースポーツのマネージメントディレクターを2012年まで務めた。

## 経歴
ハウグはモータースポーツジャーナリストとして働きはじめ、1985年にはSport Auto紙の編集長となり、2年後には副編集長としてAuto Moto und Sport紙に移籍した。そこでモータースポーツに対する熱意が認められメルセデスに引き抜かれた。また、メルセデスに転職する前の1985年、1988年にニュルブルクリンク24時間レースに参加している。
1990年にメルセデスに転職し、同年10月以降22年間に渡って、メルセデスのモータースポーツ部門の責任者を務めた。1995年よりF1チームであるマクラーレンにエンジンを供給している関係でよくF1の現場にあらわれた。
2010年よりワークス活動を再開したメルセデスGPにも関与していたが、3年間の成績不振の責任をとる形で、2012年末にマネージングディレクター職を辞任した。後任はウィリアムズの経営パートナーだったトト・ヴォルフ。